# St. Vitus (Iffeldorf)

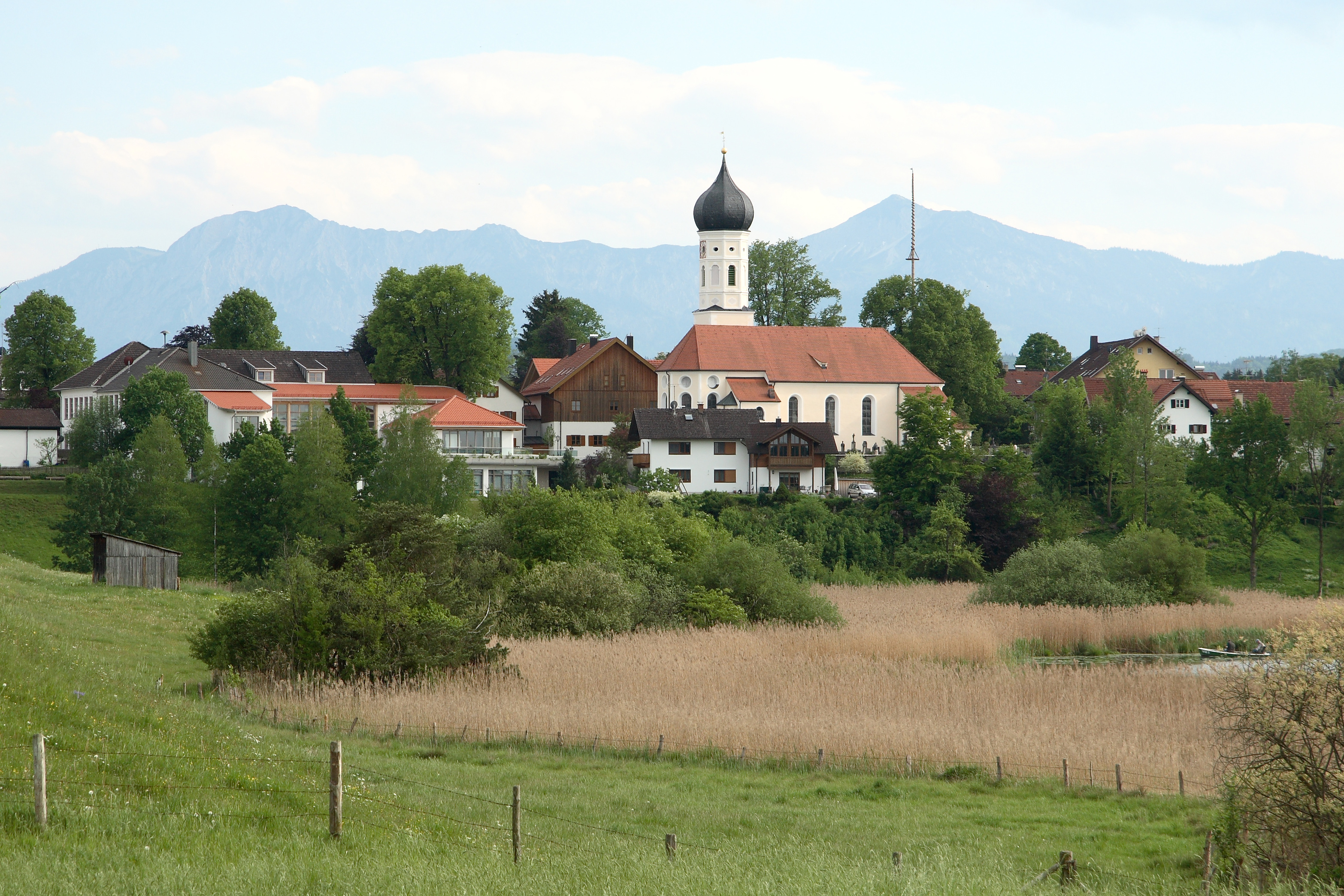
Pfarrkirche St. Vitus in Iffeldorf

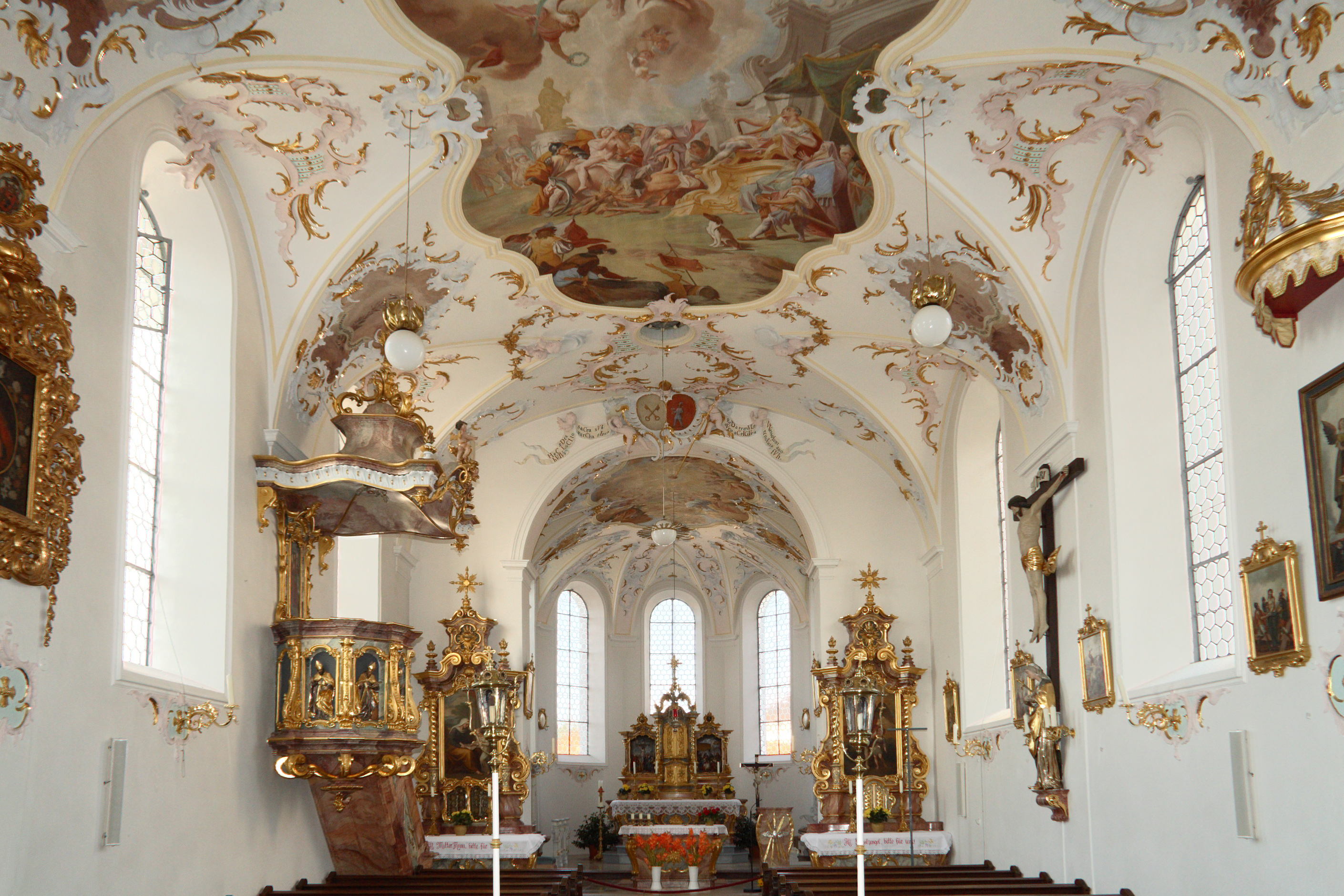
Innenraum

Die katholische Pfarrkirche St. Vitus steht in Iffeldorf im oberbayerischen Landkreis Weilheim-Schongau.

## Geschichte
Bei einem Großbrand im Jahre 1699, dem ein erheblicher Teil des Dorfes zum Opfer fiel, wurde auch die gotische Kirche weitgehend zerstört. Unter dem damaligen Pfarrherr Urban Schweiger begann sofort der barocke Wiederaufbau unter teilweiser Verwendung alter Bauteile, insbesondere des Unterbaus des Turmes. Man nimmt an, dass die Baupläne von Caspar Feichtmayr stammen, einem der bedeutendsten Wessobrunner Baumeister und Stuckateure. Am 10. Juli 1708 konnte die wiedererrichtete Kirche durch Weihbischof Johann Kasimir eingeweiht werden, damals noch ohne den meisten Schmuck. Sukzessive wurde die Kirche ausgeschmückt.
Anfang des 19. Jahrhunderts stifteten die Geschwister Waldherr dann neue Seitenaltäre sowie einen neuen Hauptaltar, 1807 wurde eine Empore errichtet. Letztere wurde 1835 umgebaut. 1870 wurde die Schieferdeckung des Kirchturms erneuert. Die Familie Maffei, die seit 1861 das Gut Staltach besaß, erwarb um 1880 für 250 Gulden das Recht, das Oratorium zu nutzen. Bei der Restaurierung von 1888 bis 1890 versah man die helle Kirche mit dunklen Glasfenstern und übertünchte die Wände mit düsteren Farben. Erneut wurde ein neuer Hauptaltar und auch eine neue Kanzel gestiftet: Hugo von Maffei stellte die finanziellen Mittel für den Neuerwerb der Neobarockeinrichtung zur Verfügung. Dies bezeugen auch die am Hauptaltar zu sehenden Initialen HVM sowie das Familienwappen der Maffeis. Wenig später wurden auch neue Glocken beschafft und am Heiligen Abend 1907 im Kirchturm installiert. Außerdem schaffte die Pfarrei in 1909 eine neue Orgel an.
1937 kam es unter Pfarrer Detzel zu einer erneuten umfangreichen Restaurierung. Der dunkle Anstrich und die düsteren Glasfenster wurden wieder durch helle ersetzt, außerdem das Kirchenschiff um der wachsenden Bevölkerung Platz zu bieten um ein Joch nach Westen verlängert, zuvor reichte es nur bis zum dritten Seitenfenster nach den Nebenaltären. Des Weiteren erfolgten eine Überholung der Orgel sowie die Elektrifizierung der Kirche, 1948 wurde auch die Kirchturmkuppel instand gesetzt. 1984 wurde bei einer Turmrenovierung die ursprüngliche Erstfassung wiederhergestellt. Seit der umfangreichen Renovierung außen und innen von 1995 bis 2000 strahlt die Pfarrkirche in neuem Glanz.

## Beschreibung und Ausstattung
Die Außenwand ist durch Putzbänder mit eingestellten Arkaden gegliedert. Vor dem Eingang befindet sich ein offenes Vorzeichen.

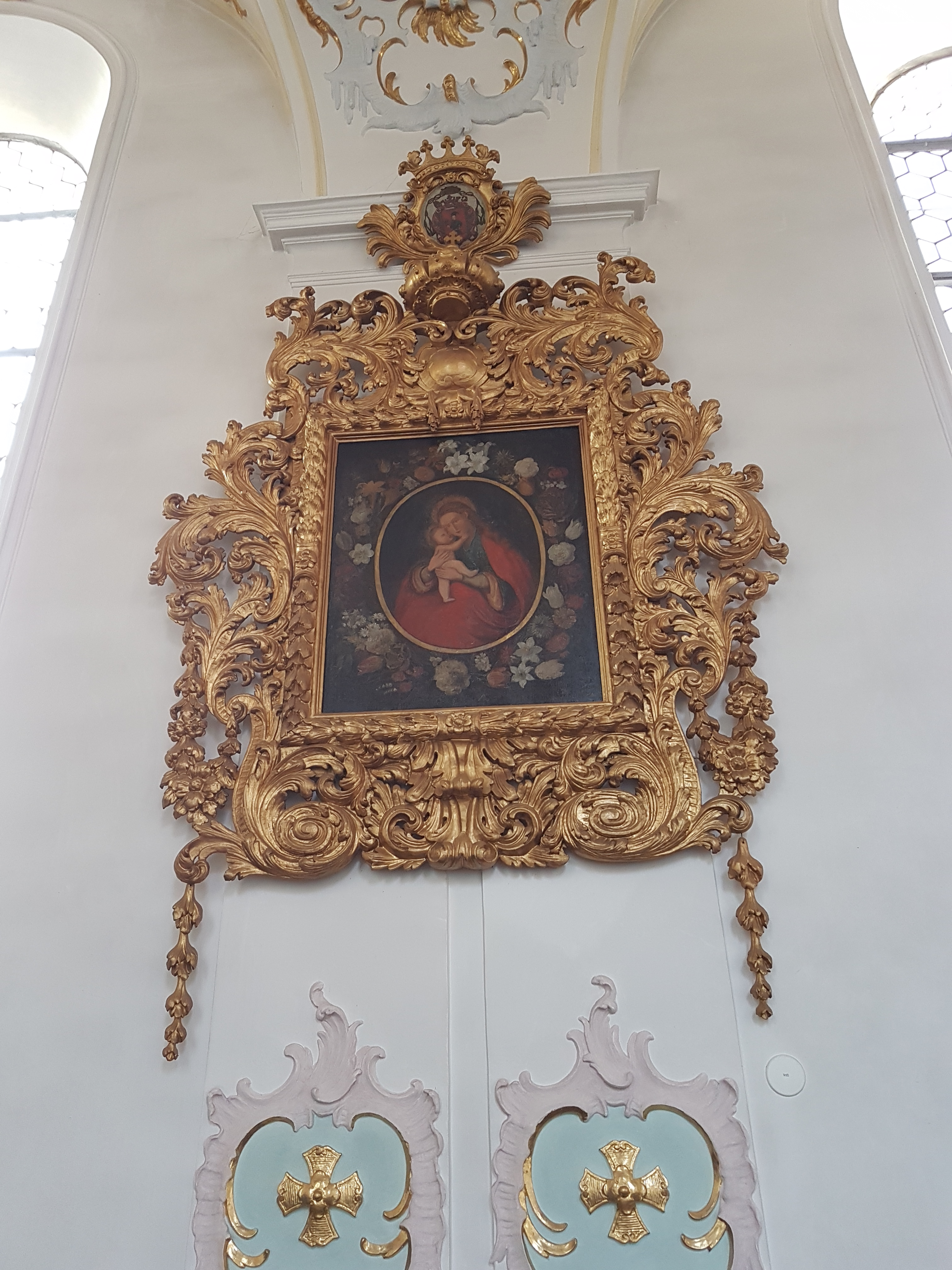
Kopie des Gnadenbilds Mariahilf

Die einfache Saalkirche mit Doppelpilastergliederung im Innenraum und Korbbogengewölbe wirkt geräumig und hell. Der längliche, eingezogene Chor mit Fünfachtelschluss zeigt noch die Proportionen des gotischen Vorgängerbaus. Die Innendekoration wurde erst einige Jahrzehnte nach der Erbauung angebracht. Der zarte, feine Rocaille-Stuck Wessobrunner Schule, dezent farbig gefasst mit goldenen Verzierungen, wird Franz Xaver Schmuzer zugeschrieben. Weitere Teile der Innenausstattung aus dem 18. Jahrhundert sind die geschnitzten hölzernen Balustersäulen unter der Empore, die Kirchenbänke sowie das Bild der Herz-Jesu-Bruderschaft von etwa 1755 im Chor. Die an der Nordwand gezeigte Kopie des Innsbrucker Mariahilf-Gnadenbilds von Lucas Cranach dem Älteren mit Blumenkranz im opulenten Goldrahmen soll auch aus dessen Werkstatt stammen. Den Hauptaltar zieren halbplastische Holzschnitzarbeiten zur Geburt und zum Tode Jesu, die aus der Tölzer Fröhlich-Werkstatt stammen könnten.

### Fresken

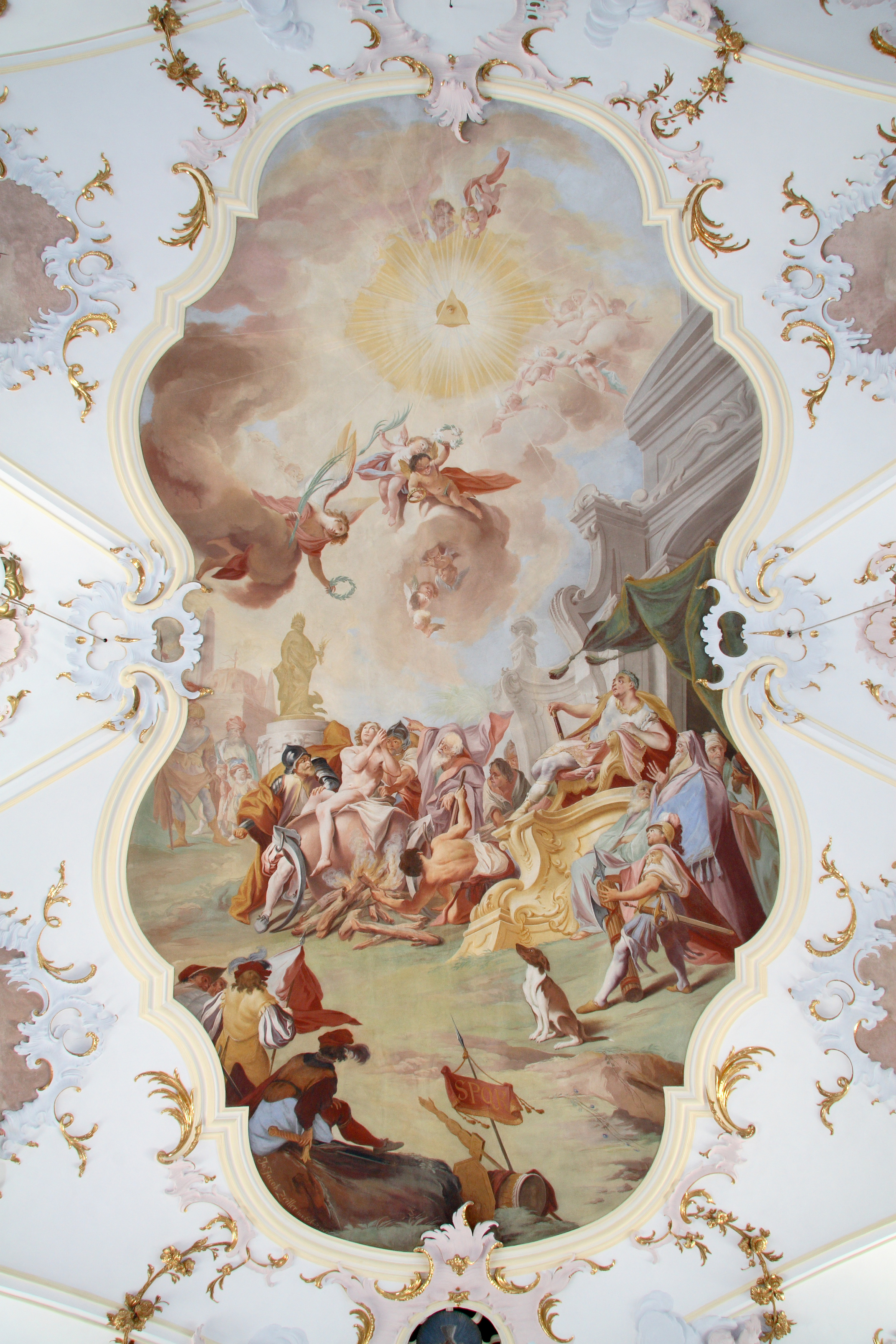
Deckenfresko im Langhaus

Die Fresken, datiert und signiert 1755, stammen vom Tiroler Maler Johann Jakob Zeiller. Das Deckenfresko im Langhaus zeigt das Martyrium des heiligen Vitus (Veit), der einem Kessel mit siedendem Öl heil entsteigt. Um ihn herum befinden sich wild gestikulierende Folterknechte. Ein alter Mann deutet auf eine im Hintergrund stehende verblasste Statue des Jupiter. Der schemenhaft dargestellte römische Hauptgott steht auf einem brüchigen Sockel. In der rechten Bildhälfte befindet sich ein großes Portal, vor dem auf einem Thron der entsetzt das Geschehen betrachtende Christenverfolger Diokletian sitzt. Die obere Hälfte wird dominiert von dem Symbol der Dreieinigkeit, das von einer Strahlengloriole umgeben ist. Engel halten Palmzweig, Krone und Kränze als Zeichen des Sieges des Christentums über die Heiden. Am unteren linken Bildrand sitzen drei Soldaten, die dem Geschehen zuschauen, neben ihnen unter anderem eine S.P.Q.R.-Standarte.
Umgeben ist das Deckengemälde von vier monochrom gestalteten Emblemata mit Darstellungen von Lilie, Rose, Rebstock und Granatapfel, die auf die Tugend und Gnadenfülle des heiligen Vitus hindeuten. Des Weiteren spiegeln diese Pflanzen die vier Jahreszeiten wider.
| Motiv        | Inschrift                                                            | symbolisierte Jahreszeit |
| ------------ | -------------------------------------------------------------------- | ------------------------ |
| Granatapfel  | A tenero diadema ‚Das Zarte gebiert das Schöne (die Krone)‘          | Winter                   |
| Rosenstrauch | Nullo mea purpura constitit auro ‚Meinen Purpur wiegt kein Gold auf‘ | Sommer                   |
| Lilie        | Mereor candore coronam ‚Mir gehört die Krone der Reinheit‘           | Frühling                 |
| Rebstock     | Sicut vitis abundans ‚Wie die üppig tragende Rebe‘                   | Herbst                   |

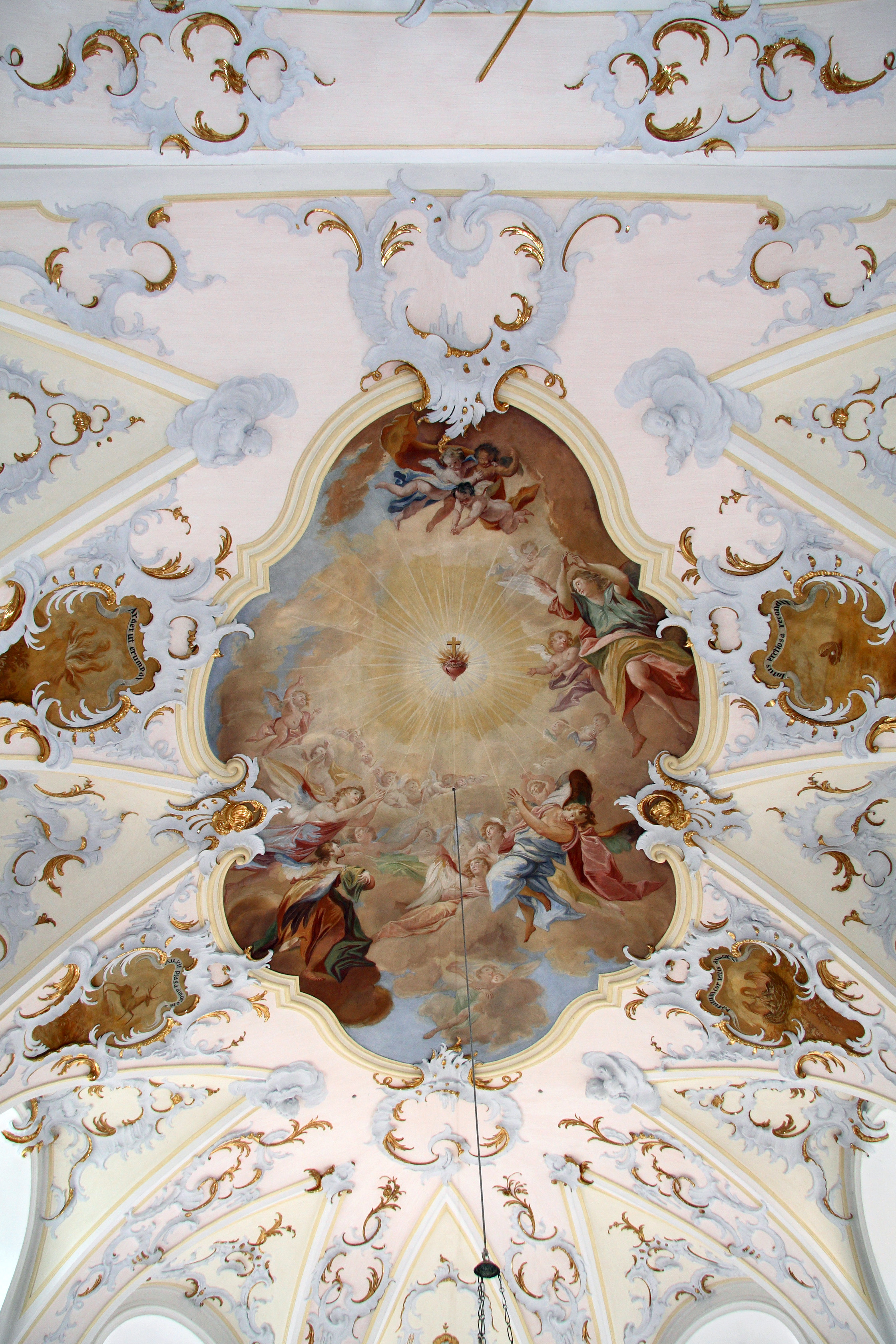
Fresko im Chor (an den Rändern die Kartuschen)

Das Fresko im Chor zeigt eine Engelschar, die das Heiligste Herz Jesu verehrt. Dieses Motiv bezieht sich auf die 1706 gegründete Iffeldorfer Herz-Jesu-Bruderschaft, die zu den ersten dieser Art im Bistum Augsburg gehörte. Wie das Vitusfresko ist auch das Deckengemälde im Chor von vier Sinnbildern umgeben, hier deuten sie auf die Hingabe Jesu Christi für die Menschen hin und symbolisieren zugleich die vier Elemente Feuer, Wasser, Luft und Erde.
| Motiv                                                    | Inschrift                                                        | symbolisiertes Element |
| -------------------------------------------------------- | ---------------------------------------------------------------- | ---------------------- |
| brennender Vulkan                                        | ardet ut erumpat ‚Er ergießt sich, um sich offenbaren zu können‘ | Feuer                  |
| vom Pfeil getroffener Hirsch                             | auxit plaga amorem ‚Schmerz vermehrt die Liebe‘                  | Erde                   |
| Pelikan, der seinen Jungen sein Herzblut zu trinken gibt | patulum cor testis amoris ‚Ein offenes Herz als Zeuge der Liebe‘ | Luft                   |
| geöffnete Muschel mit Perle                              | Intus pretiosa recondit ‚Tief innen verbirgt sie den Schatz‘     | Wasser                 |

Das Chronogramm im Chorbogen nennt die Jahreszahl 1755. Neben dem Wappen des Wessobrunner Abtes Beda sieht man ein Spruchband mit folgender lateinischer Inschrift: “HæC æDes saCra sVb BeDa præsVLe VVessofontano hVIVs LoCIto parCha gIpso aVro aC pICtVra renoVata fVIt” (deutsch: „Dieses Gotteshaus wurde unter Abt Beda von Wessobrunn, dem Herrn dieses Ortes, mit Gipsstuck, Gold und Gemälden erneuert“).
Die Altarblätter in den Seitenaltären, signiert 1822, stammen von Joseph Hauber. Der linke Seitenaltar zeigt, wie die heilige Anna ihrer Tochter Maria das Lesen beibringt, der rechte ein Schutzengelmotiv, vielleicht Raphael mit dem jugendlichen Tobias.

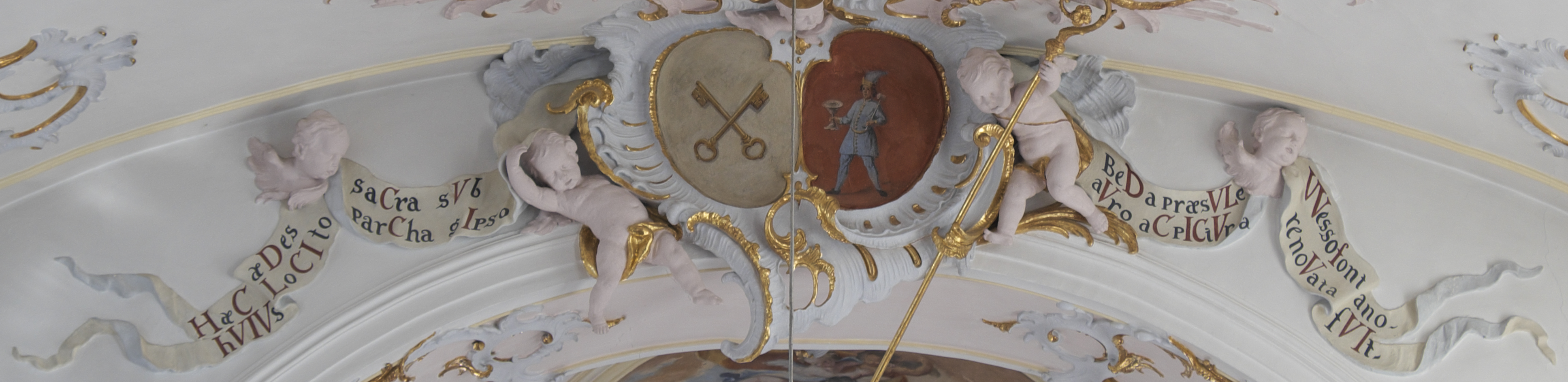
Chronogramm im Chorbogen
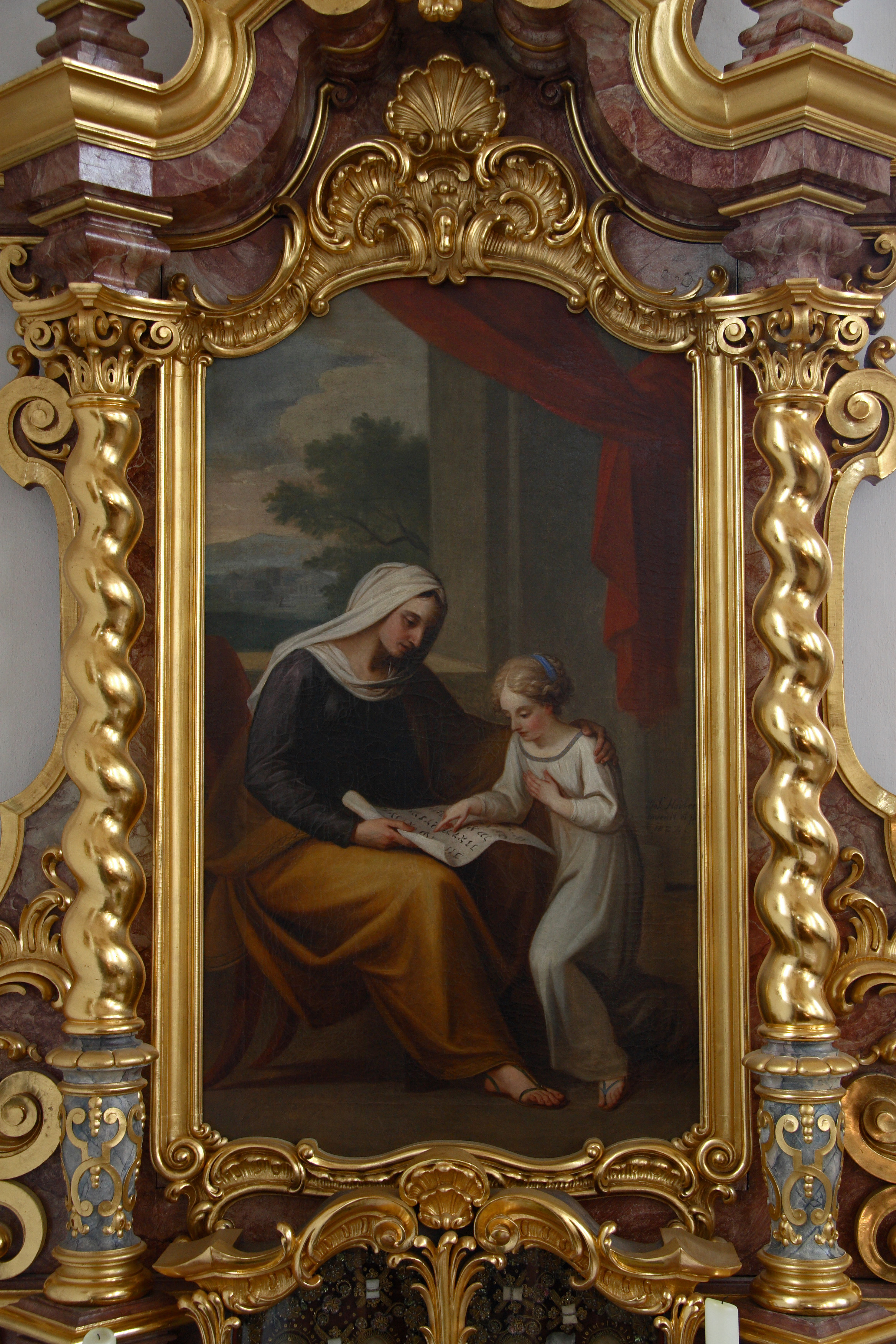
Hl. Anna lehrt Maria das Lesen
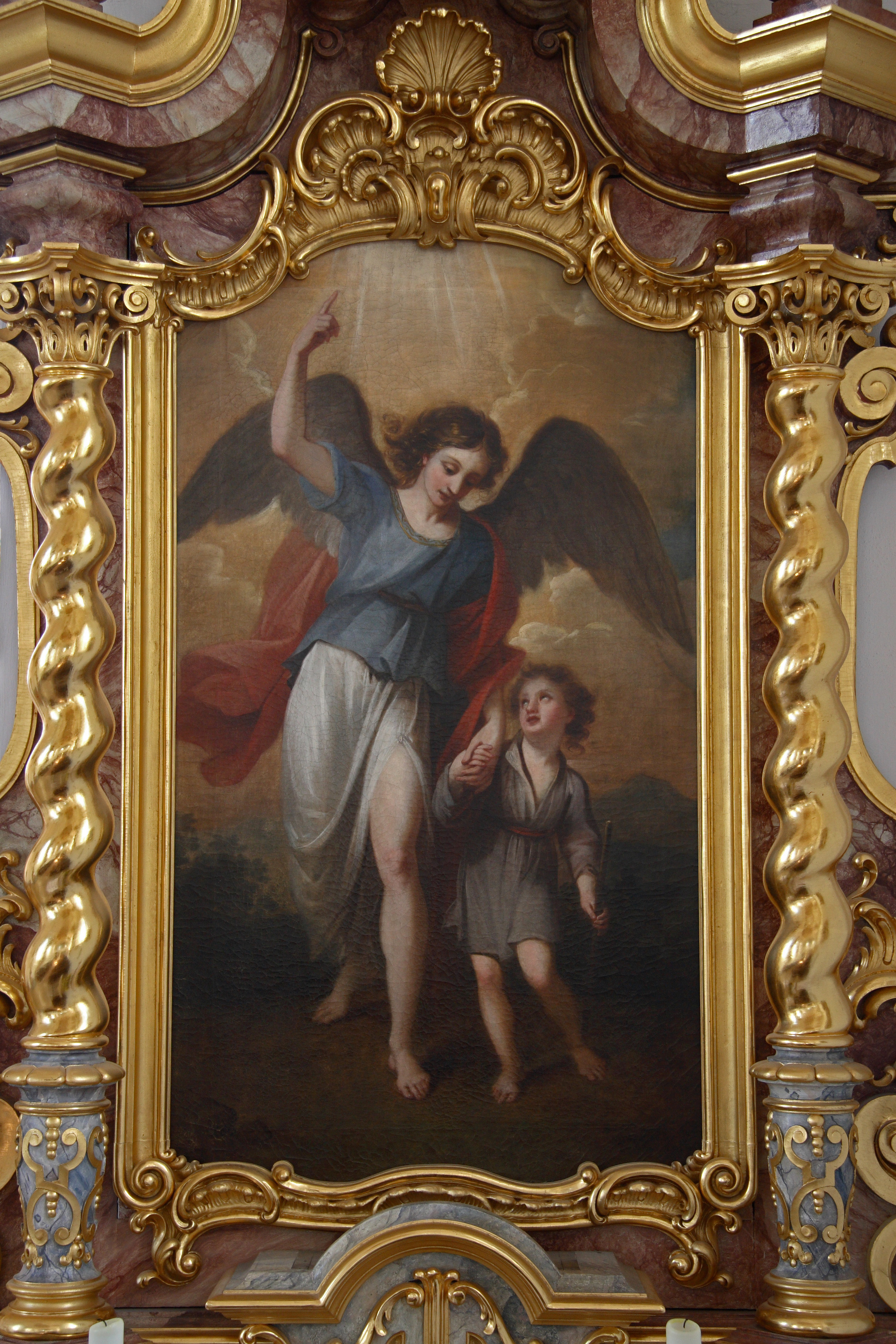
Schutzengelmotiv

### Turm

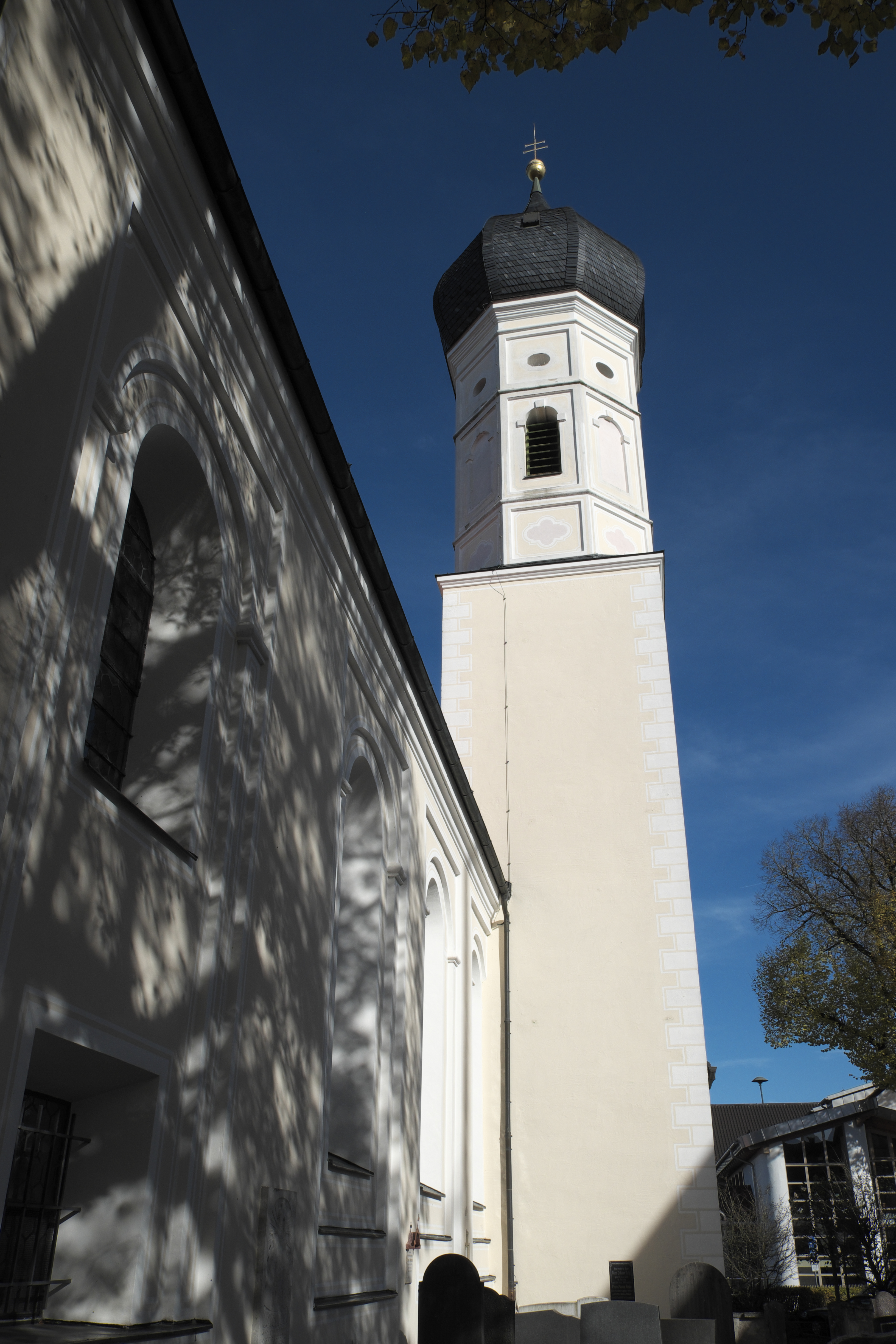
Kirchturm von Westen

Auf dem Unterbau des Turms, bestehend aus Bauteilen des gotischen Vorgängerbaus, befindet sich der reichverzierte oktogonale Turmaufsatz. Bei Renovierungsarbeiten konnten 1984 die Entstehungszahl „1749“ der ersten Turmuhr sowie der in den Putz geritzte Spruch „Uns zu Nutzen, dem heiligen Veith zu G’fallen“ wiederentdeckt und freigelegt werden.

### Glocken
Nachdem das bei der Wiedererbauung 1708 gegossene Geläut 1907 umgegossen bzw. erweitert wurde, erklärte Berthold Kellermann, Professor für Klavier- und Musikgeschichte an der Akademie der Tonkunst München, dieses 1917 für den Ersten Weltkrieg für beschlagnahmefrei. 1942, im Zweiten Weltkrieg wurden allerdings alle Glocken außer der kleinsten konfisziert und eingeschmolzen.
Die Kirche hat heute ein fünfstimmiges Geläut, das seit 1954 elektrisch geläutet wird:
| Nr. | Name        | Gießer             | Gussort | Gussjahr | Schlagton | Gewicht (ca. in kg) | Inschrift | Funktion / Läuteordnung                                                                | Anmerkungen                                                                                   |
| --- | ----------- | ------------------ | ------- | -------- | --------- | ------------------- | --- | -------------------------------------------------------------------------------------- | --------------------------------------------------------------------------------------------- |
| 1   | Christkönig | Karl Czudnochowsky | Erding  | 1950     | cis1      | 3000                | Die Pfarrgemeinde Iffeldorf ihren gefallenen Söhnen Mich goss Karl Czudnochowsky J. Bachmair Nachfolger A.D. 1950 zu Erding OBB | Totenglocke; donnerstags nach dem Angelusläuten um 19 Uhr; Stundenschlag               | Höhe 137 cm, Durchmesser 140 cm                                                               |
| 2   | Maria       | Karl Czudnochowsky | Erding  | 1950     | e1        |                     | Schutzfrau Bayerns bitte für uns                                                                                                | Aveglocke (Angelusläuten um 12 und 19 Uhr); Wandlungsglocke; Zusammenläuten            |                                                                                               |
| 3   | Vitus       | Karl Czudnochowsky | Erding  | 1950     | fis1      |                     | A FULGURE ET TEMPESTATE LIBERA NOS DOMINE (Von Blitz und Ungewitter erlöse uns o Herr)                                          | Wetterglocke; Viertelstundenschlag; 11-Uhr-Läuten; Zusammenläuten                      | von Ponholz und Rettenberg gestiftet                                                          |
| 4   | Leonhard    | Karl Czudnochowsky | Erding  | 1950     | gis1      |                     | Hl. Leonhard bitte für uns | während des Leonhardiritts; Angelusläuten um 19 Uhr (mit Marienglocke); Zusammenläuten | von Eitzenberg gestiftet                                                                      |
| 5   | Barbara     | Ulrich Kortler     | München | 1907     | h1        |                     | Hl. Barbara bitte für uns Markus Jochner lasst mich gießen 1705 umgegossen 1907                                                 |                                                                                        | Höhe 77 cm, Durchmesser 82 cm; Umguss einer Glocke von 1705, davor geweiht der Hl. Margaretha |

### Orgel

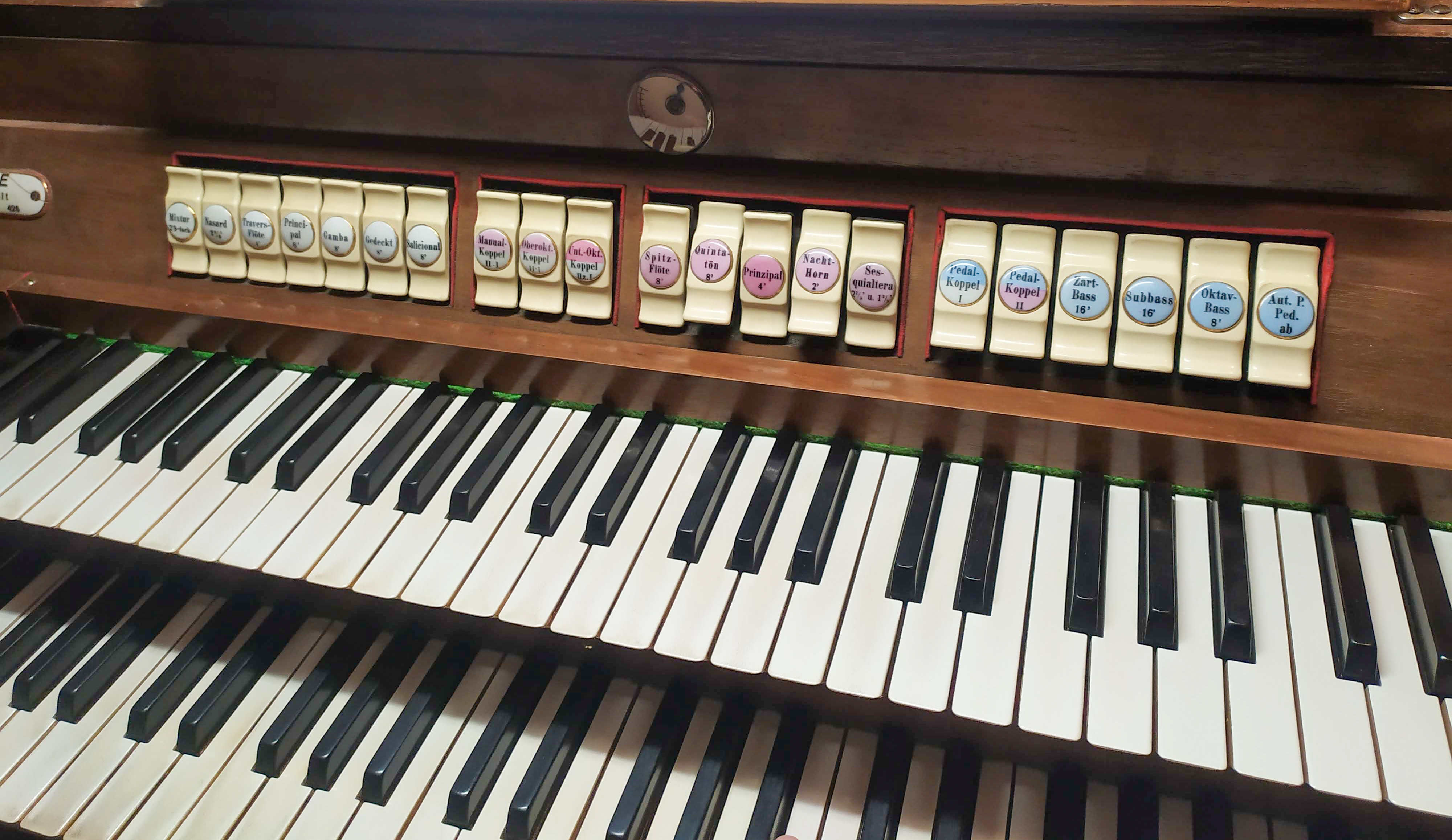
Manuale und Register der Orgel

Der Plattlinger Orgelbauer Michael Weise baute 1909 in St. Vitus eine neue Orgel mit 15 Registern auf zwei Manualen und Pedal. Das Instrument mit Taschenlade und pneumatischer Spiel- und Registertraktur weist folgende Disposition auf:
| I Hauptwerk  |       |
| Prinzipal    | 8′    |
| Gamba        | 8′    |
| Gedackt      | 8′    |
| Salicional   | 8′    |
| Traversflöte | 4′    |
| Nasard       | 2 ⁄3′ |
| Mixtur III   | 2′    |

| II Unterwerk |                |
| Spitzflöte   | 8′             |
| Quintatön    | 8′             |
| Prinzipal    | 4′             |
| Nachthorn    | 2′             |
| Sesquialter  | 2 ⁄3′ & 1 3⁄5′ |

| Pedal    |     |
| Subbaß   | 16′ |
| Zartbaß  | 16′ |
| Oktavbaß | 8′  |

- Koppeln: II/I, Oberoktavkoppel II/I, Unteroktavkoppel II/I, II/P, I/P
- Spielhilfen: Automatik Pedal, Pedal ab

## Heiliges Grab

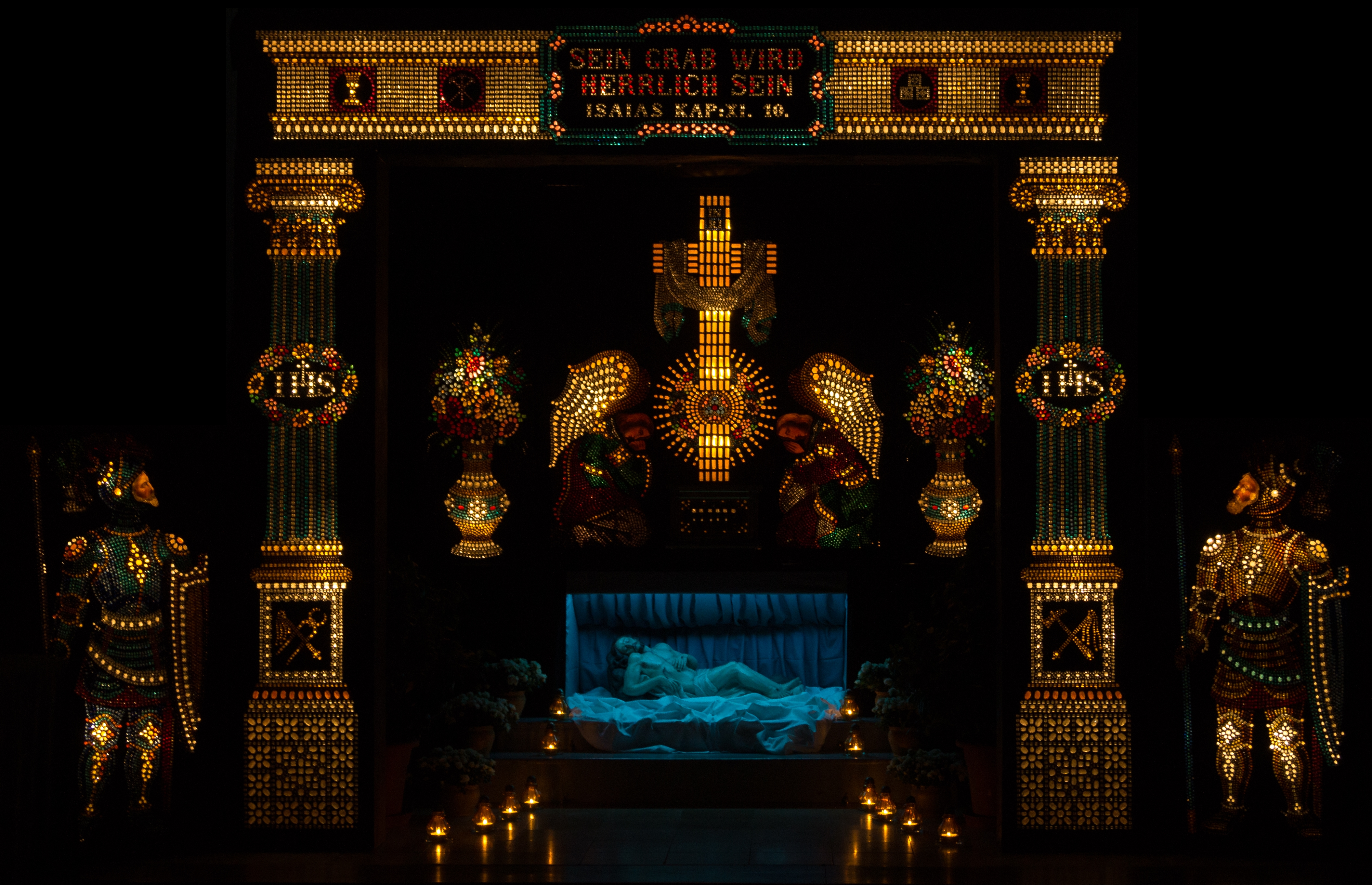
Heiliges Grab